# حادثه کینکتسو
حادثه کینکتسو (به ژاپنی: 禁闕の変 きんけつのへん)، حادثه حمله به کاخ امپراتور گوهانازونو (محیط کاخ داخلی) بود که در کیوتو در شب ۲۳ سپتامبر ۱۴۴۳ (۱۶ اکتبر ۱۴۴۳) در دوره موروماچی رخ داد. نیروهایی (که بعداً دربار جنوبی) از احیای دربار یوشینو (دربار جنوبی) حمایت کردند، به کاخ امپراتوری حمله کردند، دو گنجینه از سه گنجینه مقدس ژاپن، مهره الهی یا مهره مقدس یاساکانی نو ماگاتاما و شمشیر کوساناگی را دزدیدند و به کوه هیئی گریختند، اما در روز ۲۶ سرکوب شدند. شوگون سالاری موفق به بازپس‌گیری شمشیر با ارزش شد، اما مهره الهی یاساکانی نو ماگاتاما برداشته شد و به مدت ۱۵ سال در دست آنان باقی ماند تا اینکه در سال ۱۴۵۷ خاندان آکاماتسو آن را از دربار جنوبی تصرف کرد و آن را به دربار شمالی بازگرداند.